# دلم می‌خواد
دلم می‌خواد فیلمی به کارگردانی بهمن فرمان‌آرا و نویسندگی امید سهرابی و تهیه‌کنندگی علی تقی‌پور و محصول سال ۱۳۹۲ است. در این فیلم رضا کیانیان، مهناز افشار و محمدرضا گلزار به ایفا نقش می‌پردازند.
این فیلم در تاریخ ۲۳ خرداد ۱۳۹۷ در سینماهای ایران اکران شده است.

## نام فیلم
به گفته بهمن فرمان‌آرا نخست نام این فیلم «دلم می‌خواد برقصم» بود که با این نام اجازهٔ اکران نگرفت و سرانجام رضایت دادند با نام «دلم می‌خواد» پس از پنج سال اکران شود. فرمان‌آرا در این مورد گفته است:
نام این فیلم «دلم می‌خواد برقصم» بود، ولی گفتند که به این اسم پروانه نمی‌دهند. من هم گفتم اگر رقص باشد می‌دانیم طرف می‌خواهد چه کند ولی الان معلوم نیست می‌خواهد چه کار کند که پاسخ دادند آن را خودمان یک فکری برایش می‌کنیم.

## خلاصه داستان
بهرام فرزانه نویسنده‌ای است که مدت‌هاست نمی‌تواند داستان بنویسد. ناگهان بر اثر یک تصادف اتومبیل، آهنگی در ذهنش تکرار می‌شود که او را به رقص می‌آورد. همین اتفاق شوق نوشتن را در او برمی‌انگیزد.

## بازیگران
- رضا کیانیان (بهرام فرزانه، نویسنده، نقش اصلی)
- مهناز افشار (مریم)
- محمدرضا گلزار (نیما فرزانه، پسر بهرام)
- سحر دولتشاهی (مریض)
- صابر ابر (مریض)
- رؤیا نونهالی (مادر مریض)
- بهناز جعفری (مریض)
- رضا بهبودی (حاج آقا، دوست و همکار بهرام)
- پردیس احمدیه (دختر سی. دی فروش)
- مریم بوبانی
- سیاوش چراغی‌پور (دکتر)
- مرتضی زارع (آتش‌نشان)
- ندا مقصودی (نسترن، همسر نیما، عروس بهرام)
- پیام دهکردی (دکتر)
- علی سرابی
- مریم شیرازی (منشی)
- بهناز نازی (مادام، همسایه بهرام)
- ویدا جوان (پرستار)[۲]